# Kalkalgen

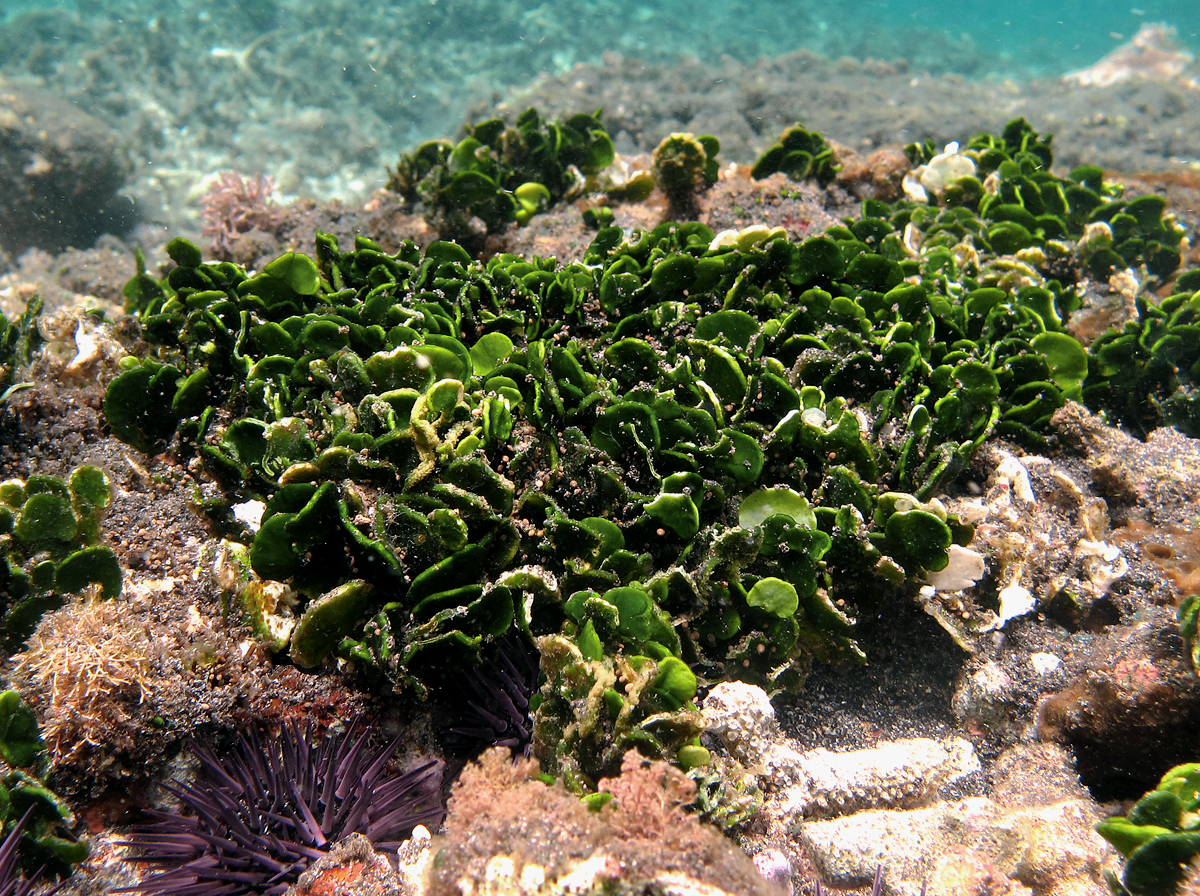
Kalkabscheidende Grünalgen der Gattung Halimeda, umgeben von articulaten Corallinaceen, in den Küstengewässern von Réunion

Kalkalgen sind nicht näher miteinander verwandte systematische Gruppen (Taxa) von entweder einzelligen oder mehrzelligen, aquatischen, photoautotrophen Organismen, die im Zuge ihrer Stoffwechselaktivität Kalziumkarbonat („kohlensauren Kalk“, CaCO3) abscheiden. Dies geschieht entweder in Form von kalkigen Skeletten oder in Form von Kalkkrusten. Abgeschieden wird dabei – gruppenspezifisch – entweder Kalzit oder Aragonit.

## Inkludierte Gruppen
Zu den Kalkalgen gehören einige Cyanobakterien (Blaualgen), die corallinen Rotalgen (Corallinaceen), verschiedene Gruppen von Grünalgen (z. B. die Gattung Penicillus) sowie die Coccolithophoriden (Kalkflagellaten) und die kalkigen Dinoflagellaten (Calciodinelloideae), beides Gruppen komplexer einzelliger Algen, die auf eine sekundäre Endosymbiose zurückgehen (der Plastid geht bei ihnen nicht primär auf ein aufgenommenes Cyanobakterium, sondern sekundär auf eine Rotalge zurück, von der heute mit Ausnahme von deren Plastiden nur wenige Relikte in der Zelle erhalten sind). Die Grünalgen und kalkigen Dinoflagellaten stellen hierbei als einzige auch im Süßwasser lebende Vertreter. Nur die Coccolithophoriden und kalkigen Dinoflagellaten stellen planktonisch lebende Vertreter (wobei viele Dinoflagellaten nicht zeitlebens Kalk sezernieren, sondern nur in bestimmten Phasen ihres Lebenszyklus). Beide Gruppen sind mixotroph, also neben der Ernährung durch Photosynthese auch zu heterotropher Ernährung imstande.

## Bedeutung

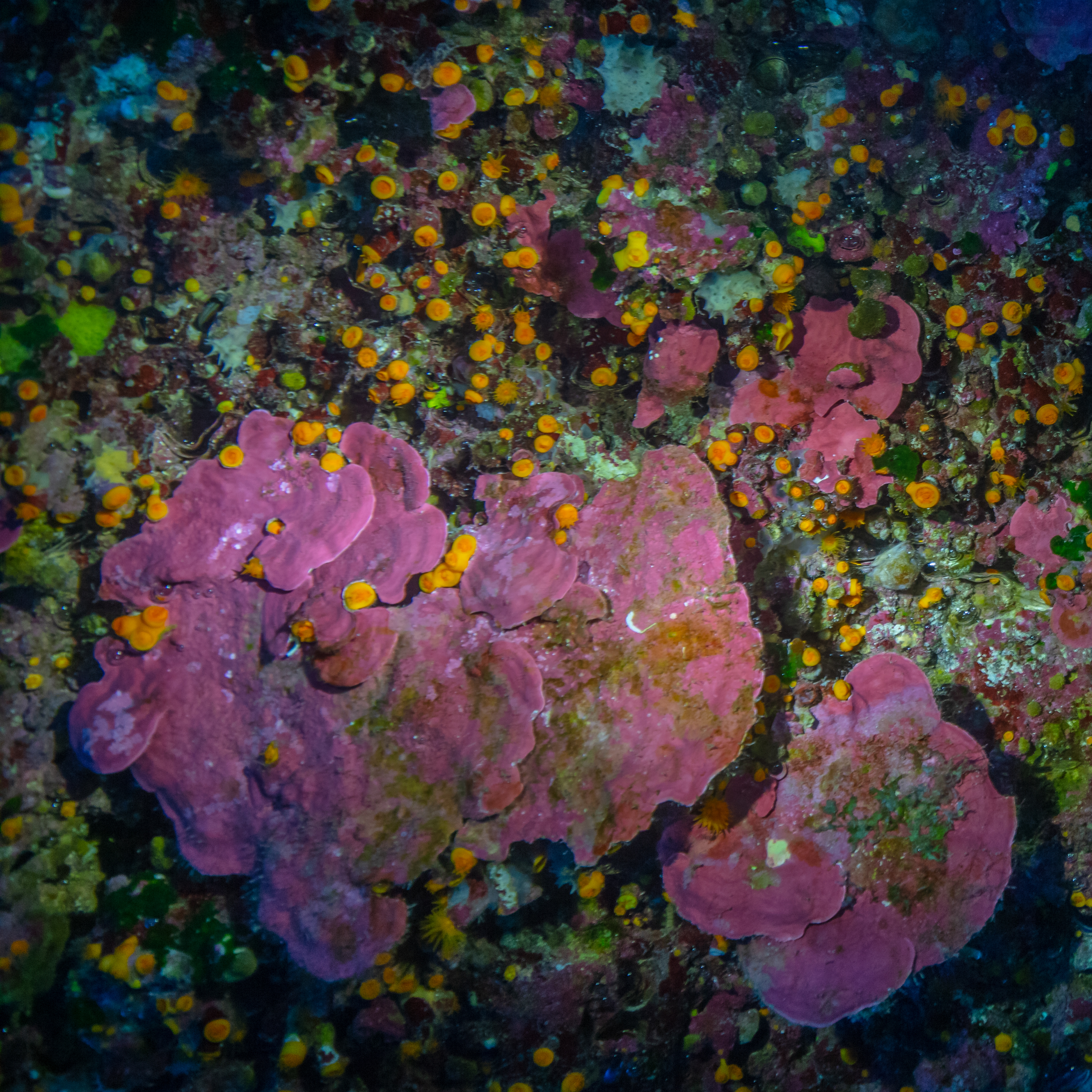
Lithophyllum in den Gewässern um Malta

Benthonische Kalkalgen spielen eine wichtige Rolle bei der Stabilisierung (Inkrustration) und Regeneration von Riffen. Wo Korallenriffe von herbivoren Fischen wie Doktorfischen und Papageifischen bewohnt werden, weiden diese bevorzugt Weichalgen ab, die mit kalkbildenden Algen um Lebensraum konkurrieren. Am Ende ihres planktonischen Lebensabschnitts benötigen die Planula-Larven von Steinkorallenpolypen einen festen Untergrund (Hartsubstrat), um sich anzuheften, und profitieren dann von der Anwesenheit crustoser Corallinaceen, wobei die Rotalgen und die mit ihnen assoziierten Biofilme auch chemische Verbindungen abgeben, die die Metamorphose der Korallenlarven fördern.
Mitunter bauen Kalkalgen sogar allein Riffstrukturen (sogenannte Pseudoriffe) auf, rezent beispielsweise crustose Corallinaceen wie Lithophyllum im Litoral und Sublitoral des Mittelmeers, der Bermudas und der Karibik. Planktonische Kalkalgen, insbesondere die Coccolithophoriden, sind die Quelle der mächtigen, feinkörnigen Hochseekalke („Kreide“) der Kreidezeit.